# Mooreonuphis peruana
Mooreonuphis peruana är en ringmaskart som först beskrevs av Hartman 1944.  Mooreonuphis peruana ingår i släktet Mooreonuphis och familjen Onuphidae. Inga underarter finns listade i Catalogue of Life.